# Love Life (Berlin)
Love Life è il terzo album in studio del gruppo musicale statunitense Berlin, pubblicato il 12 marzo 1984.

## Tracce
1. When We Make Love – 4:59
2. Touch – 3:17
3. Beg, Steal or Borrow – 3:55
4. Now It's My Turn – 4:11
5. Dancing in Berlin – 4:03
6. Rumor of Love – 4:21
7. Pictures of You – 4:34
8. In My Dreams – 4:10
9. No More Words – 3:55
10. For All Tomorrow's Lies – 3:49
11. Fall – 4:04
12. Lost in the Crowd – 4:37